# 金左根
金左根（韓語：김좌근；1798年1月20日—1869年6月5日），字景隱（경은），號荷屋（하옥），本貫安東金氏，朝鲜王朝政治人物，諡號忠翼。永安府院君金祖淳之子、純祖王妃純元王后之弟弟。

## 生平
1825年，金左根在其父金祖淳的推薦下擔任無品官職「副率」，1838年時已升任奎章閣直閣。金左根1853年2月25日起任領議政，中途多次請辭皆不被批准，1862年4月19日才被准許。但次年（1863年）9月即令其「復拜相職」，到了1864年4月18日，高宗才又批准了他的辭職。。
1999年，其養子金炳冀在京畿道利川市的家被捐贈給首爾大學。

## 相关影视及饰演者

### 電視劇中的飾演者
- 張民虎（朝鲜语：장민호）－1982年（풍운）MBC
- 김성원－1989年（바람과 구름과 비）KBS2
- 송재호－2001年（明成皇后）KBS
- 崔鍾元－2014年（朝鮮槍手）KBS2
- 車光洙（朝鲜语：차광수）－2020年（風雲碑）TV朝鮮
- 金太祐－2020年（哲仁王后）tvN